# Courbillac
Courbillac é uma comuna francesa na região administrativa da Nova Aquitânia, no departamento de Charente. Estende-se por uma área de 11,83 km². Em 2010 a comuna tinha 755 habitantes (densidade: 63,8 hab./km²).